# Skuphonura kensleyi
Skuphonura kensleyi är en kräftdjursart som beskrevs av Brusca och Müller 1991. Skuphonura kensleyi ingår i släktet Skuphonura och familjen Anthuridae. Inga underarter finns listade i Catalogue of Life.